# Episodi di Due onesti fuorilegge (prima stagione)
La prima stagione della serie televisiva Due onesti fuorilegge è stata trasmessa in anteprima negli Stati Uniti d'America dalla ABC tra il 5 gennaio 1971 e il 22 aprile 1971.
| nº | Titolo originale               | Titolo italiano | Prima TV USA     | Prima TV Italia |
| -- | ------------------------------ | --------------- | ---------------- | --------------- |
| 1  | Alias Smith and Jones          |                 | 5 gennaio 1971   |                 |
| 2  | The McCreedy Bust              |                 | 21 gennaio 1971  |                 |
| 3  | Exit from Wickenburg           |                 | 28 gennaio 1971  |                 |
| 4  | Wrong Train to Brimstone       |                 | 4 febbraio 1971  |                 |
| 5  | The Girl in Boxcar #3          |                 | 11 febbraio 1971 |                 |
| 6  | The Great Shell Game           |                 | 18 febbraio 1971 |                 |
| 7  | Return to Devil's Hole         |                 | 25 febbraio 1971 |                 |
| 8  | A Fistful of Diamonds          |                 | 4 marzo 1971     |                 |
| 9  | Stagecoach Seven               |                 | 11 marzo 1971    |                 |
| 10 | The Man Who Murdered Himself   |                 | 18 marzo 1971    |                 |
| 11 | The Root of It All             |                 | 25 marzo 1971    |                 |
| 12 | The 5th Victim                 |                 | 1º aprile 1971   |                 |
| 13 | Journey from San Juan          |                 | 8 aprile 1971    |                 |
| 14 | Never Trust an Honest Man      |                 | 15 aprile 1971   |                 |
| 15 | The Legacy of Charlie O'Rourke |                 | 22 aprile 1971   |                 |